# 愛しかないよ
『愛しかないよ』（あいしかないよ）は、1992年4月21日に日本コロムビアから発売された中西保志の1枚目のシングル。

## 収録曲
1. 愛しかないよ
作詞：売野雅勇　作曲：鈴木キサブロー　編曲：三井誠
  - 山一證券1992企業CFイメージ・ソング[2]
2. WONDERFUL RAIN
  - 作詞：石川あゆ子　作曲・編曲：富田素弘